# Polypedilum uncinatum
Polypedilum uncinatum är en tvåvingeart som först beskrevs av Maurice Emile Marie Goetghebuer 1921.  Polypedilum uncinatum ingår i släktet Polypedilum och familjen fjädermyggor. Inga underarter finns listade i Catalogue of Life.